# Margo Dydek
Małgorzata Teresa Dydek-Twigg, även Margo Dydek, född 28 april 1974 i Warszawa, död 27 maj 2011 i Brisbane, var en polsk professionell basketspelare. Hon var dessutom känd som världens längsta kvinnliga spelare; hon var 2,19 meter lång. Hon spelade för flera lag i WNBA och var även coach för Northside Wizards i Queensland Basketball League. 2019 blev hon invald till FIBA Hall of Fame.